# Tadeusz Lichota
Tadeusz Lichota pseud. Marian (ur. 28 maja 1938 w Wołkowysku) – polski działacz opozycji demokratycznej w okresie PRL.

## Życiorys
Ukończył Zasadniczą Szkołę Zawodową w Żarach. Po ukończeniu szkoły pracował kolejno jako tokarz w Spółdzielni Pracy Certa w Szczecinie, Krośnieńskich Zakładach Metalowych, Stoczni Szczecińskiej im. Adolfa Warskiego i w prywatnym warsztacie usługowym. W latach 70. zaangażował się w działalność niezależnych związków zawodowych, w 1970 roku uczestniczył w strajku okupacyjnym w Stoczni Szczecińskiej, w 1971 roku był jednym z współorganizatorów strajku Bałuki. W 1981 roku po raz kolejny brał udział w strajku w Stoczni, po rozbiciu strajku represjonowany. Został skazany na 3,5 roku więzienia oraz utratę praw obywatelskich na 3 lata; zwolniony na mocy amnestii w 1984 roku. Członek nielegalnej Polskiej Socjalistycznej Partii Pracy. W 1985 roku wyjechał na emigrację do Szwecji.